# Capella de Sant Joan del Pont
|  | Per a altres significats, vegeu «Capella de Sant Joan». |

La Capella de Sant Joan del Pont és una capella construïda el 1576 que es troba dins del municipi de Cardona.
S'hi celebra la missa per la festivitat de Sant Joan dins de les festes del barri veí (Barri de Sant Joan).

## Localització
Es troba als afores del nucli urbà de la vila, donant nom al pont adjacent: el Pont de Sant Joan.
Està a la part baixa d'una edificació que rebia el nom de Molí dels Horts, ja que allà hi acabava la séquia que es feia servir per regar els horts (Pla de les Hortes) i l'aigua sobrera feia anar el molí. Quan es va anivellar més bé la séquia i es va augmentar l'extensió del regadiu es van perdre aquests molins i es convertí en hostal.

## Història
Segons inscripcions que hi ha a la mateixa porta de la capella, aquesta fou edificada el 27 de setembre de 1576 per Jaume Soler però en un pergamí anterior del 12 d'abril del 1571 ja es fa esment a aquesta capella.
Fou reparada al març del 1714. El 1848 el doctor Joan Torrents va regalar un reliquiari amb relíquies del sant.
Antigament s'hi celebraven missa els dies de Sant Joan i Sant Pere. També ocasionalment es traslladen en processó cap aquesta capella les relíquies de Sant Celdoni i Ermenter en temps de molta secada o grans necessitats.